# 毛遊び
毛遊び（もうあしび）は、かつて沖縄で広く行われていた慣習。主に夕刻から深夜にかけて、若い男女が野原や海辺に集って飲食を共にし、歌舞を中心として交流した集会をいう。
毛（もう）とは「野」の当て字で原野や広場を意味し、集落によってはアジマーアシビ（辻遊び）、ハマーアシビ（浜遊び）、ユーアシビ（夜遊び）などと呼ばれる例もあったという。参加を許される年齢はおおむね男子は17〜25歳くらい、女子は15〜22歳くらいで、ほぼ一人前となり、結婚適齢期とみなされる男女が対象となったとされる。
このような習俗は沖縄のみならず、近代以前までは日本各地にみられ、古くは『歌垣（かがい、うたがき）』と呼ばれる男女交際の場があり、恋歌の掛け合いをしながら互いの気持ちを確かめ合ったと言われている。当然のことながら性的関係に至ることも珍しくはなかったが、毛遊びは両親をはじめとする親族や共同体公認のものであり、こうした開かれた交際の中から人間関係を築き、将来の伴侶を定めるという風習が、沖縄においては近年まで伝統として受け継がれてきたのである。
また毛遊びは単に男女の出会いの場としてのみならず、民謡や楽器演奏技術、舞踊、民話などといった固有文化の伝承の場として重要な機能を果たしていたことも忘れてはならない。沖縄出身の多くの音楽家は毛遊びで競い合うことによって音楽的素養を磨き、即興や掛け合いの中から新しい民謡を次々に生み出していった。沖縄音楽界の重鎮と呼ばれる人々はみな毛遊びの中から生まれており、こうした文化が現代の沖縄音楽に与えた影響は計り知れないものがある。
毛遊びは野蛮で淫らな風俗であるとして琉球王朝時代から何度も禁止令が出され、明治以降は政府の推進する風俗改良運動によって徐々に衰退していくが、沖縄戦を経た戦後も地域によっては1960年代頃まで続けられたとされる。現在は消滅した毛遊びであるが、戦後沖縄にもたらされた文化としてビーチパーリー（beach party）が存在する。これは米軍が持ち込んだ習慣で、親戚や友人らが海辺に集い、主に日中から夕刻にかけて行われるバーベキューなどをメインとする遊びである。